# His Neighbor's Wife
His Neighbor's Wife er en amerikansk stumfilm fra 1913 af Edwin S. Porter.

## Medvirkende
- Lily Langtry som Mrs. Norton.
- Sidney Mason som Mr. Norton.
- Leslie T. Peacocke som Roberts